# Pierre Jacquinot

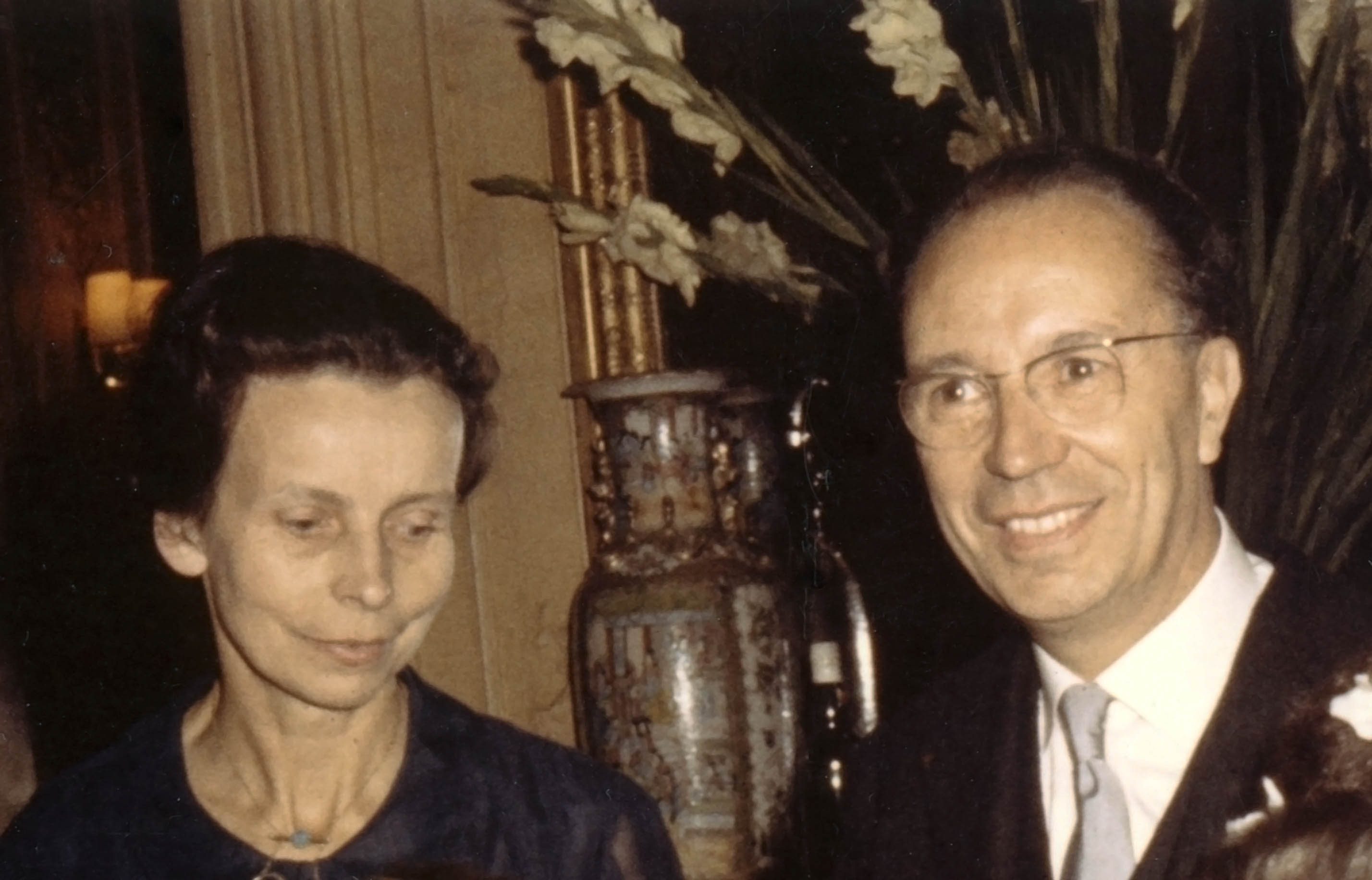
Pierre Jacquinot (mit seiner Ehefrau, 1965)

Pierre Jacquinot (* 18. Januar 1910, Frouard; † 22. September 2002) war ein französischer Physiker, der sich mit Spektroskopie und Atomphysik befasste.

## Leben und Werk
Jacquinot studierte an der Universität Nancy, wo er 1930 sein Lizenziat in Physik erwarb. 1932 wurde er erster im nationalen Wettbewerb um die Stellen der Physiklehrer an höheren Schulen (Agrégation). Er wurde in Paris bei Aimé Cotton (in dessen Hochfeldlabor in Bellevue) mit einer Arbeit über den Zeemaneffekt in starken magnetischen Feldern promoviert während er gleichzeitig in der Vorgängerorganisation des CNRS forschte.
Während des Zweiten Weltkriegs war er ab 1942 Physik-Professor an der Universität in Clermont-Ferrand. Ab 1946 war er wieder in Paris, wo er Dozent (Maître de conférences) und ab 1950 Professor wurde, ab 1954 auf dem Lehrstuhl für Spektroskopie. 1951 wurde er Leiter des nach dessen Tod nach Aimé Cotton benannten Labors. Später war er Direktor von SupOptique (Institut d’optique théorique et appliquée) als Nachfolger von Alfred Kastler und Professor an der Universität Paris XI. 1978 emeritierte er in seiner Professur und in der Leitung des Labors Aimé Cotton.
Jacquinot entwickelte mit seinem Studenten Pierre Connes und anderen in den 1950er Jahren Methoden der Fourier-Spektroskopie (Fourier Transform Spectrometer). Später befasste er sich mit Laser-Spektroskopie.
1962 bis 1969 war er Generaldirektor des CNRS. Unter seiner Leitung wurde die Verbindung zu den Universitäten verstärkt und erste dem CNRS zugeordnete Laboratorien gegründet. Er war seit 1966 Mitglied der Académie des sciences und 1980 bis 1982 deren Präsident. Die Académie royale des Sciences, des Lettres et des Beaux-Arts de Belgique nahm ihn 1981 als assoziiertes Mitglied auf. Er war auch zeitweise Präsident der französischen physikalischen Gesellschaft.

## Ehrungen
- 1950 Prix Holweck
- 1962 Prix Jaffé de l’institut de France
- 1978 Médaille d’or du CNRS
- 1979 Kommandeur der Ehrenlegion
- 1992 Grosskreuz des Ordre national du Mérite